# جوجل ميت
جوجل ميت (بالإنجليزية: Google Meet) هي خدمة اتصال فيديو طُورت بواسطة جوجل. وهو أحد تطبيقين يشكلان الإصدار الجديد من جوجل هانج آوتس، والآخر هو Google Chat. ستبدأ جوجل في إيقاف الإصدار الكلاسيكي من هانج آوتس في أكتوبر 2019.
في البداية كانت خدمة تجارية، في أبريل 2020، بدأت جوجل في طرحها مجانا للمستخدمين، مما تسبب في تكهنات حول ما إذا كان إصدار المستهلك من جوجل مييت سيسرع من إيقاف جوجل هانج آوتس.

## وصلات خارجية
- الموقع الرسمي